# Візові вимоги для громадян Азербайджану
Візові вимоги для громадян Азербайджану — це режим легального в'їзду громадян країни на територію іноземних держав, визначається владою відповідних країн і міжнародними угодами. Основним документом, що дозволяє перетнути державний кордон іноземної держави, є віза. Деякі іноземні держави встановили для громадян Азербайджану безвізовий режим в'їзду.
Станом на 2 липня 2019 року громадяни Азербайджану мали безвізовий режим або візу після прибуття в 66 країн і територій, що дозволило їм зайняти 78-е місце за свободою подорожей згідно з індексом паспортів Хенлі.

## Карта візових вимог

Візові вимоги для громадян Азербайджану
Азербайджан
Свобода переміщення
Безвізовий доступ
Віза після прибуття
eVisa (онлайн)
Віза доступна як після прибуття, так і онлайн
Потрібна віза

## Особливості безвізового доступу
| Країна                       | Дозвіл перебування | Примітки |
| ---------------------------- | ------------------ | --- |
| Албанія                      | 90 днів            | - 90 днів упродовж будь-якого 180-денного періоду. - Відповідно до закону Албанії необхідно зареєструватися впродовж 24 годин з моменту прибуття у місцевій поліції.                                                                                                   |
| Антигуа і Барбуда            | 1 місяць           | |
| Вірменія                     |                    | |
| Багамські Острови            | 1 місяць           | |
| Барбадос                     | 28 днів            | |
| Білорусь                     |                    | |
| Боснія і Герцеговина         | 90 днів            | - 90 днів упродовж будь-якого 180-денного періоду. - Згідно із законодавством Боснії і Герцеговини необхідно зареєструватися впродовж 24 годин з моменту прибуття у місцевій поліції.                                                                                  |
| Вануату                      | 30 днів            | |
| Грузія                       | 365 днів           | - Якщо громадянин в'їхав в Абхазію або Південну Осетію, прикордонники не пропустять його в Грузію. |
| Гаїті                        | 3 місяці           | |
| Домініка                     | 21 день            | |
| Індонезія                    | 30 днів            | |
| Іран                         | 14 днів            | |
| Казахстан                    | 90 днів            | |
| Катар                        | 30 днів            | |
| Киргизстан                   | 90 днів            | - 90 днів упродовж будь-якого 180-денного періоду. |
| Колумбія                     | 180 днів           | - 90 днів — можливе продовження до 180 днів упродовж одного року. |
| Малайзія                     | 30 днів            | |
| Федеративні Штати Мікронезії | 30 днів            | |
| Молдова                      | 90 днів            | - 90 днів упродовж будь-якого 180-денного періоду. |
| Намібія                      | 90 днів            | |
| Росія                        | 90 днів            | - 90 днів упродовж будь-якого 180-денного періоду. - Відповідно до російського законодавства необхідно зареєструватися впродовж 7 робочих днів за місцем проживання в Департаменті громадянства і міграції. - Міграційна карта має бути пред'явлена разом з паспортом. |
| Північна Македонія           | 90 днів            | - 90 днів упродовж будь-якого 180-денного періоду. - Відповідно до закону Північної Македонії, необхідно зареєструватися впродовж 24 годин після прибуття в місцевій поліції.                                                                                          |
| Сент-Вінсент і Гренадини     | 1 місяць           | |
| Сербія                       | 90 днів            | - 90 днів упродовж будь-якого 180-денного періоду. - Згідно із законодавством Сербії, необхідно зареєструватися впродовж 24 годин з моменту прибуття в місцевій поліції.                                                                                               |
| Таджикистан                  | 90 днів            | |
| Туреччина                    | 30 днів            | |
| Узбекистан                   | 90 днів            | |
| Україна                      | 90 днів            | - 90 днів упродовж будь-якого 180-денного періоду. - Закон України про в'їзд на територію Автономної Республіки Крим та Севастополя потребує спеціального дозволу. Якщо був в'їзд / виїзд без спеціального дозволу, тоді в'їзд в Україну заборонений.                  |
| Чорногорія                   | 90 днів            | - 90 днів упродовж будь-якого 180-денного періоду. - Згідно із законодавством Чорногорії необхідно зареєструватися впродовж 24 годин з моменту прибуття в Чорногорію в місцевій поліції.                                                                               |
| Еквадор                      | 90 днів            | |

## Полегшення візового режиму
Азербайджан уклав угоду про спрощення оформлення віз із Європейським Союзом (крім Данії, Республіки Ірландія та Великої Британії), яка зменшує кількість документів, достатніх для обґрунтування мети поїздки, передбачає видачу багаторазових віз, обмежує тривалість оформлення і знижує плату за видачу або повністю уникає плати для багатьох категорій громадян.